# Priscillagrewita-(Y)
La priscillagrewita-(Y) és un mineral de la classe dels òxids que pertany al supergrup del granat. Rep el nom en honor de Priscilla Croswell Perkins Grew (n. 1940, Glens Falls, Nova York, EUA), geòloga i professora a la Universitat de Nebraska–Lincoln, pel seu treball que mostra la zonificació oscil·lant de Mn en granats d'eclogita. També va ser directora del Museu d’Història Natural de la Universitat de Nebraska i va ocupar diversos càrrecs governamentals, inclosa la directora del Minnesota Geological Survey.

## Característiques
La priscillagrewita-(Y) és un òxid de fórmula química (Ca₂Y)Zr₂(AlO₄)₃. Va ser aprovada com a espècie vàlida per l'Associació Mineralògica Internacional l'any 2020. Cristal·litza en el sistema isomètric. La seva duresa a l'escala de Mohs oscil·La entre 7 i 7,5.
L'exemplar que va servir per a determinar l'espècie, el que es coneix com a material tipus, es troba conservat a les col·leccions del Museu Mineralògic Fersmann, de l'Acadèmia de Ciències de Rússia, a Moscou (Rússia), amb el número de registre: 5540/1.

## Formació i jaciments
Va ser descoberta a la pedrera de marbre de Daba, situada a la Governació d'Amman (Jordània), on es troba en forma de cristalls isomètrics idiomòrfics de fins a 15 μm de mida, tractant-se de l'únic indret de tot el planeta on ha estat descrita aquesta espècie mineral.